# قطعنامه ۱۹۴۳ شورای امنیت
قطعنامه ۱۹۴۳ شورای امنیت سازمان ملل متحد که در تاریخ ۱۳ اکتبر ۲۰۱۰ تصویب شد، سندی بین‌المللی دربارهٔ اوضاع در افغانستان است. این قطعنامه طی نشست ۶۳۹۵ام با ۱۵ رای موافق، ۰ مخالف و ۰ ممتنع تصویب شد.